# Élections cantonales de 1937 en Ille-et-Vilaine
Les élections cantonales françaises de 1937 ont eu lieu les 10 et 17 octobre 1937.

## Assemblée départementale sortante
| Parti                                          | Sigle    | Élus |
| ---------------------------------------------- | -------- | ---- |
| Gauche (23 sièges)                             |          |      |
| Républicain de Gauche                          | Rép.G    | 10   |
| Radical indépendant                            | Rad.ind  | 6    |
| Radical-socialiste                             | Rad-Soc  | 5    |
| Section française de l'Internationale ouvrière | SFIO     | 1    |
| Parti républicain socialiste                   | Rép-Soc  | 1    |
| Droite (20 sièges)                             |          |      |
| Fédération républicaine                        | URD      | 11   |
| Conservateur                                   | Conserv. | 8    |
| Parti démocrate populaire                      | PDP      | 1    |
| Président du conseil général                   |          |      |
| Alphonse Gasnier-Duparc (Radical-socialiste)   |          |      |

## Assemblée départementale élue
| Parti                                          | Sigle    | Élus   |
| ---------------------------------------------- | -------- | ------ |
| Droite (24 sièges)                             |          |        |
| Fédération républicaine                        | URD      | 14 ↑ 3 |
| Conservateur                                   | Conserv. | 9 ↑ 1  |
| Parti démocrate populaire                      | PDP      | 1      |
| Gauche (19 sièges)                             |          |        |
| Républicain de Gauche                          | Rép.G    | 10     |
| Radical-socialiste                             | Rad-Soc  | 6 ↑ 1  |
| Radical indépendant                            | Rad.ind  | 2 ↓ 4  |
| Section française de l'Internationale ouvrière | SFIO     | 1      |
| Parti républicain socialiste                   | Rép-Soc  | 0 ↓ 1  |
| Président du conseil général                   |          |        |
| Marcel Rupied (Conservateur)                   |          |        |

## Résultats pour le conseil général

### Arrondissement de Rennes

#### Canton de Rennes-Nord-Est
Prudent Porée (Rép-soc) élu depuis 1931 ne se représente pas.
|          | Paul Robert      | Conservateur           | 3 020 | 55.25 |  |  |
|          | Alphonse Milon   | Radical indépendant    | 732   | 13.39 |  |  |
|          | Maurice Ollivrie | SFIO                   | 690   | 12.62 |  |  |
|          | Joseph Béjeau    | Radical-socialiste (*) | 618   | 11.31 |  |  |
|          | Jacques Pruja    | Communiste             | 405   | 7.41  |  |  |
|          |                  |                        |       |       |  |  |
| Inscrits | Inscrits         | Inscrits               | 7 427 |       |  |  |
| Votants  | Votants          | Votants                | 5 509 | 74.18 |  |  |
| Exprimés | Exprimés         | Exprimés               | 5 466 | 99.22 |  |  |

*sortant

#### Canton de Rennes-Sud-Est
|          | Eugène Quessot * | SFIO               | 3 817 | 57.31 |  |  |
|          | Henri Roque      | Radical-socialiste | 2 227 | 33.44 |  |  |
|          | Charles Leroy    | Communiste         | 612   | 9.19  |  |  |
|          |                  |                    |       |       |  |  |
| Inscrits | Inscrits         | Inscrits           | 9 252 |       |  |  |
| Votants  | Votants          | Votants            | 6 900 | 74.58 |  |  |
| Exprimés | Exprimés         | Exprimés           | 6 660 | 96.52 |  |  |

*sortant

#### Canton de Châteaugiron
Jean-Baptiste Gendry (Rép.G) élu depuis 1930 est mort en mars 1934.
François Delalande (URD) est élu en même temps que le renouvellement de l'autre série en 1934.
|          | François Delalande * | URD        | 1 462 | 79.76 |  |  |
|          | René Bouge           | Rép.G      | 274   | 14.95 |  |  |
|          | Louis Cardin         | Communiste | 95    | 5.18  |  |  |
|          |                      |            |       |       |  |  |
| Inscrits | Inscrits             | Inscrits   | 2 318 |       |  |  |
| Votants  | Votants              | Votants    | 1 898 | 81.88 |  |  |
| Exprimés | Exprimés             | Exprimés   | 1 833 | 96.58 |  |  |

*sortant

#### Canton de Janzé
|          | Jean-Marie Lacire | URD                 | 1 261 | 52.00 |  |  |
|          | Léon Thébault *   | Radical indépendant | 1 075 | 44.33 |  |  |
|          | Pierre Régnier    | Communiste          | 89    | 3.67  |  |  |
|          |                   |                     |       |       |  |  |
| Inscrits | Inscrits          | Inscrits            | 2 933 |       |  |  |
| Votants  | Votants           | Votants             | 2 477 | 84.45 |  |  |
| Exprimés | Exprimés          | Exprimés            | 2 425 | 97.90 |  |  |

*sortant

#### Canton de Mordelles
|          | Robert de Toulouse-Lautrec * | Conservateur | 1 360 | 94.05 |  |  |
|          | Bertrand Demay               | Communiste   | 86    | 5.95  |  |  |
|          |                              |              |       |       |  |  |
| Inscrits | Inscrits                     | Inscrits     | 1 801 |       |  |  |
| Votants  | Votants                      | Votants      | 1 476 | 81.96 |  |  |
| Exprimés | Exprimés                     | Exprimés     | 1 446 | 97.97 |  |  |

*sortant

### Arrondissement de Saint-Malo

#### Canton de Saint-Malo
| Candidats | Candidats                 | Étiquette          | Premier tour | Premier tour | Ballotage | Ballotage |
| Candidats | Candidats                 | Étiquette          | Voix         | %            | Voix      | %         |
| --------- | ------------------------- | ------------------ | ------------ | ------------ | --------- | --------- |
|           | Alphonse Gasnier-Duparc * | Radical-socialiste | 1 625        | 40.12        | 2 230     | 54.28     |
|           | Jean Raynaud              | Conservateur       | 1 587        | 39.19        | 1 875     | 45.64     |
|           | André Pasquier            | SFIO               | 599          | 14.79        |           |           |
|           | Paul Glémot               | Communiste         | 236          | 5.83         |           |           |
|           |                           |                    |              |              |           |           |
| Inscrits  | Inscrits                  | Inscrits           | 5 343        |              | 5 343     |           |
| Votants   | Votants                   | Votants            | 4 090        | 76.55        | 4 145     | 77.58     |
| Exprimés  | Exprimés                  | Exprimés           | 4 050        | 99.02        | 4 108     | 99.11     |

*sortant

#### Canton de Chateauneuf-d'Ille-et-Vilaine
Pierre Lainé (Radical indépendant) élu depuis 1895 ne se représente pas.
|          | François Rouvrais | URD                     | 1 324 | 63.26 |  |  |
|          | François Agenais  | Radical indépendant (*) | 699   | 33.40 |  |  |
|          | Jules Perrinel    | Communiste              | 70    | 3.35  |  |  |
|          |                   |                         |       |       |  |  |
| Inscrits | Inscrits          | Inscrits                | 2 649 |       |  |  |
| Votants  | Votants           | Votants                 | 2 121 | 80.07 |  |  |
| Exprimés | Exprimés          | Exprimés                | 2 093 | 98.68 |  |  |

*sortant

#### Canton de Dinard
|          | Guy La Chambre * | Radical-socialiste (ex Radical indépendant) | 1 907 | 58.52 |  |  |
|          | Jean Ferré       | URD                                         | 922   | 28.29 |  |  |
|          | Julien Maussion  | SFIO                                        | 238   | 7.30  |  |  |
|          | Louis Lebideau   | Communiste                                  | 192   | 5.89  |  |  |
|          |                  |                                             |       |       |  |  |
| Inscrits | Inscrits         | Inscrits                                    | 4 460 |       |  |  |
| Votants  | Votants          | Votants                                     | 3 293 | 73.84 |  |  |
| Exprimés | Exprimés         | Exprimés                                    | 3 259 | 98.97 |  |  |

*sortant

#### Canton de Dol-de-Bretagne
|          | Charles Stourm * | URD        | 1 961 | 77.05 |  |  |
|          | Georges Renac    | SFIO       | 395   | 15.52 |  |  |
|          | Jean Dufrost     | Communiste | 183   | 7.19  |  |  |
|          |                  |            |       |       |  |  |
| Inscrits | Inscrits         | Inscrits   | 3 507 |       |  |  |
| Votants  | Votants          | Votants    | 2 588 | 73.80 |  |  |
| Exprimés | Exprimés         | Exprimés   | 2 545 | 98.34 |  |  |

*sortant

#### Canton de Tinténiac
Alphonse Simon (Radical indépendant) élu depuis 1925 ne se représente pas.
Louis Garault ne s'est pas présenté au deuxième tour.
| Candidats | Candidats      | Étiquette               | Premier tour | Premier tour | Ballotage | Ballotage |
| Candidats | Candidats      | Étiquette               | Voix         | %            | Voix      | %         |
| --------- | -------------- | ----------------------- | ------------ | ------------ | --------- | --------- |
|           | Alphonse Pellé | Radical-socialiste      | 720          | 37.76        | 989       | 52.16     |
|           | Théodore Ferré | Radical indépendant (*) | 658          | 34.51        | 880       | 46.41     |
|           | Louis Garault  | URD-PPF                 | 529          | 27.74        | 26        | 1.37      |
|           |                |                         |              |              |           |           |
| Inscrits  | Inscrits       | Inscrits                | 2 347        |              | 2 347     |           |
| Votants   | Votants        | Votants                 | 1 961        | 83.55        | 1 940     | 82.66     |
| Exprimés  | Exprimés       | Exprimés                | 1 907        | 97.25        | 1 896     | 97.73     |

*sortant

### Arrondissement de Fougères

#### Canton de Fougères-Nord
Georges Le Pannetier de Roissay (Conservateur) est mort en 1934.
Henri Le Bouteiller (Conservateur) est élu lors de la partielle qui suit.
|          | Henri Le Bouteiller * | Conservateur       | 2 610 | 56.53 |  |  |
|          | Joseph Fournier       | SFIO               | 1 450 | 31.41 |  |  |
|          | Fernand Robin         | Radical-socialiste | 392   | 8.49  |  |  |
|          | André Farard          | Communiste         | 156   | 3.38  |  |  |
|          |                       |                    |       |       |  |  |
| Inscrits | Inscrits              | Inscrits           | 5 871 |       |  |  |
| Votants  | Votants               | Votants            | 4 679 | 79.70 |  |  |
| Exprimés | Exprimés              | Exprimés           | 4 617 | 98.68 |  |  |

*sortant

#### Canton d'Antrain
|          | Émile Ferron * | Radical-socialiste | 1 470 | 51.29 |  |  |
|          | Joseph Coupel  | URD                | 1 297 | 45.26 |  |  |
|          | Émile Timonier | Communiste         | 24    | 0.84  |  |  |
|          |                |                    |       |       |  |  |
| Inscrits | Inscrits       | Inscrits           | 3 393 |       |  |  |
| Votants  | Votants        | Votants            | 2 961 | 87.27 |  |  |
| Exprimés | Exprimés       | Exprimés           | 2 866 | 96.79 |  |  |

*sortant

#### Canton de Saint-Aubin-du-Cormier
|          | Pierre Morel *  | Radical indépendant/Rép.G | 1 271 | 65.89 |  |  |
|          | Pierre Tourneux | URD                       | 628   | 32.56 |  |  |
|          | Jules Fontaine  | Communiste                | 22    | 1.14  |  |  |
|          |                 |                           |       |       |  |  |
| Inscrits | Inscrits        | Inscrits                  | 2 213 |       |  |  |
| Votants  | Votants         | Votants                   | 1 968 | 88.93 |  |  |
| Exprimés | Exprimés        | Exprimés                  | 1 929 | 98.02 |  |  |

*sortant

### Arrondissement de Vitré

#### Canton de Vitré-Est
|          | Alexis Méhaignerie (père) * | Conservateur | 2 385 | 90.03 |  |  |
|          | Robert Lévy                 | SFIO         | 260   | 9.82  |  |  |
|          |                             |              |       |       |  |  |
| Inscrits | Inscrits                    | Inscrits     | 3 437 |       |  |  |
| Votants  | Votants                     | Votants      | 2 777 | 80.80 |  |  |
| Exprimés | Exprimés                    | Exprimés     | 2 649 | 77.07 |  |  |

*sortant

#### Canton d'Argentré-du-Plessis
|          | Paul Lemée * | URD      | 2 218 | 94.54 |  |  |
|          |              |          |       |       |  |  |
| Inscrits | Inscrits     | Inscrits | 2 786 |       |  |  |
| Votants  | Votants      | Votants  | 2 346 | 84.21 |  |  |
| Exprimés | Exprimés     | Exprimés | 2 230 | 95.06 |  |  |

*sortant

#### Canton de La Guerche-de-Bretagne
|          | Joseph Bodard *  | Rép.G      | 2 342 | 93.72 |  |  |
|          | Edmond Le Tanter | Communiste | 124   | 4.96  |  |  |
|          |                  |            |       |       |  |  |
| Inscrits | Inscrits         | Inscrits   | 3 288 |       |  |  |
| Votants  | Votants          | Votants    | 2 659 | 80.87 |  |  |
| Exprimés | Exprimés         | Exprimés   | 2 499 | 93.98 |  |  |

*sortant

### Arrondissement de Redon

#### Canton de Redon
|          | François Lagrée   | URD                            | 2 148 | 65.39 |  |  |
|          | Julien Leparoux * | Radical indépendant (ex Rép.G) | 776   | 23.62 |  |  |
|          | Albert Vibert     | SFIO                           | 361   | 10.99 |  |  |
|          |                   |                                |       |       |  |  |
| Inscrits | Inscrits          | Inscrits                       | 4 069 |       |  |  |
| Votants  | Votants           | Votants                        | 3 319 | 81.57 |  |  |
| Exprimés | Exprimés          | Exprimés                       | 3 285 | 98.98 |  |  |

*sortant

#### Canton de Guichen
|          | Maurice Huchet de Quénétain * | Conservateur        | 1 613 | 55.76 |  |  |
|          | Jean-Baptiste Taillandier     | Radical indépendant | 1 278 | 44.18 |  |  |
|          |                               |                     |       |       |  |  |
| Inscrits | Inscrits                      | Inscrits            | 3 351 |       |  |  |
| Votants  | Votants                       | Votants             | 2 944 | 87.85 |  |  |
| Exprimés | Exprimés                      | Exprimés            | 2 893 | 98.27 |  |  |

*sortant

#### Canton de Maure-de-Bretagne
Maurice de Jacquelin (Conservateur) élu depuis 1919 ne se représente pas.
|          | Joseph Lagrée | URD-PSF  | 1 888 | 94.45 |  |  |
|          |               |          |       |       |  |  |
| Inscrits | Inscrits      | Inscrits | 2 449 |       |  |  |
| Votants  | Votants       | Votants  | 1 999 | 81.63 |  |  |
| Exprimés | Exprimés      | Exprimés | 1 888 | 94.45 |  |  |

*sortant

### Arrondissement de Montfort

#### Canton de Montfort-sur-Meu
|          | Émile Beauchef * | Rép.G    | 2 315 | 92.86 |  |  |
|          |                  |          |       |       |  |  |
| Inscrits | Inscrits         | Inscrits | 3 539 |       |  |  |
| Votants  | Votants          | Votants  | 2 493 | 70.44 |  |  |
| Exprimés | Exprimés         | Exprimés | 2 339 | 93.82 |  |  |

*sortant

#### Canton de Montauban-de-Bretagne
Joseph Carillet (URD) est mort en fin d'année 1936.
Eugène Griel (URD) est élu lors de la partielle qui suit les 10 et 17 janvier 1937.
| Candidats | Candidats      | Étiquette  | Premier tour | Premier tour | Ballotage | Ballotage |
| Candidats | Candidats      | Étiquette  | Voix         | %            | Voix      | %         |
| --------- | -------------- | ---------- | ------------ | ------------ | --------- | --------- |
|           | Eugène Griel * | URD/Rép.G  | 862          | 48.40        | 1 032     | 58.11     |
|           | Émile Gourga   | URD        | 646          | 36.27        | 742       | 41.78     |
|           | Pierre Fouéré  | URD        | 199          | 11.17        |           |           |
|           | Jean Barthel   | Communiste | 65           | 3.65         |           |           |
|           |                |            |              |              |           |           |
| Inscrits  | Inscrits       | Inscrits   | 2 166        |              | 2 166     |           |
| Votants   | Votants        | Votants    | 1 831        | 84.53        | 1 806     | 83.38     |
| Exprimés  | Exprimés       | Exprimés   | 1 781        | 97.27        | 1 776     | 98.34     |

*sortant

#### Canton de Saint-Méen-le-Grand
|          | Henri Letort *  | URD (ex Rép.G)     | 1 490 | 60.79 |  |  |
|          | Joseph Duval    | Radical-socialiste | 794   | 32.40 |  |  |
|          | Louis Besseiche | SFIO               | 166   | 6.77  |  |  |
|          |                 |                    |       |       |  |  |
| Inscrits | Inscrits        | Inscrits           | 2 935 |       |  |  |
| Votants  | Votants         | Votants            | 2 522 | 85.93 |  |  |
| Exprimés | Exprimés        | Exprimés           | 2 451 | 97.19 |  |  |

*sortant

## Résultats pour les conseils d'arrondissements

### Arrondissement de Rennes

#### Canton de Rennes-Nord-Ouest
- Conseiller sortant : Jean Tromeur (Radical-socialiste) élu depuis 1931, qui ne se représente pas.

|          | Armand Lecompte | PDP      | 2 720 | 50,88 |  |  |  |
|          | Albert Aubry    | SFIO     | 2 217 | 41,47 |  |  |  |
|          | Émile Drouillas | PC-SFIC  | 406   | 7,60  |  |  |  |
|          |                 |          |       |       |  |  |  |
| Inscrits | Inscrits        | Inscrits | 7 356 |       |  |  |  |
| Votants  | Votants         | Votants  | 5 443 | 73,99 |  |  |  |
| Exprimés | Exprimés        | Exprimés | 5 346 | 98,22 |  |  |  |

*sortant

#### Canton de Rennes-Sud-Ouest
- Conseiller sortant : Francisque Daniel (Radical indépendant), élu depuis 1931, qui ne se représente pas.

| Candidats | Candidats        | Étiquette          | Premier tour | Premier tour | Ballotage | Ballotage |  |
| Candidats | Candidats        | Étiquette          | Voix         | %            | Voix      | %         |  |
| --------- | ---------------- | ------------------ | ------------ | ------------ | --------- | --------- |  |
|           | Marcel Hamard    | URD                | 2 077        | 47,29        | 2 427     | 55,94     |  |
|           | Georges Bourdais | Radical-socialiste | 905          | 20,61        | 1 909     | 44,00     |  |
|           | Jean Boishardy   | SFIO               | 881          | 20,06        |           |           |  |
|           | Marcel Cadieu    | PC-SFIC            | 529          | 12,05        |           |           |  |
|           |                  |                    |              |              |           |           |  |
| Inscrits  | Inscrits         | Inscrits           | 6 022        |              | 6 021     |           |  |
| Votants   | Votants          | Votants            | 4 477        | 74,34        | 4 397     | 73,03     |  |
| Exprimés  | Exprimés         | Exprimés           | 4 392        | 98,10        | 4 339     | 98,68     |  |

*sortant

#### Canton de Hédé
- Conseiller sortant : François Legendre (USR (Rép soc)), élu depuis 1925.

|          | François Legendre * | USR (Rép soc) | 1 234 | 86,35 |  |  |  |
|          | François Riffaud    | PC-SFIC       | 184   | 12,88 |  |  |  |
|          |                     |               |       |       |  |  |  |
| Inscrits | Inscrits            | Inscrits      | 2 380 |       |  |  |  |
| Votants  | Votants             | Votants       | 1 569 | 65,92 |  |  |  |
| Exprimés | Exprimés            | Exprimés      | 1 429 | 91,08 |  |  |  |

*sortant

#### Canton de Liffré
- Conseiller sortant : Victor Besneux (Républicain de gauche), élu depuis 1925, qui ne se représente pas.

|          | Philibert de Parthenay | URD                | 1 156 | 57,80 |  |  |  |
|          | Marcel Houalet         | Radical-socialiste | 771   | 38,55 |  |  |  |
|          | Jean Macé              | PC-SFIC            | 69    | 3,45  |  |  |  |
|          |                        |                    |       |       |  |  |  |
| Inscrits | Inscrits               | Inscrits           | 2 385 |       |  |  |  |
| Votants  | Votants                | Votants            | 2 037 | 85,41 |  |  |  |
| Exprimés | Exprimés               | Exprimés           | 2 000 | 98,18 |  |  |  |

*sortant

#### Canton de Saint-Aubin-d'Aubigné
- Conseiller sortant : Georges Herbert (Radical indépendant), élu depuis 1932.

- Amand Brionne (Radical-socialiste), élu depuis 1931 est élu conseiller général en 1932. Lors de la partielle du 15 mai 1932 pour le remplacer, Georges Herbert (fils) (Radical indépendant) est élu.

|          | Georges Herbert * | Radical indépendant | 2 616 | 92,50 |  |  |  |
|          | Jean Rouault      | PC-SFIC             | 171   | 6,05  |  |  |  |
|          |                   |                     |       |       |  |  |  |
| Inscrits | Inscrits          | Inscrits            | 3 699 |       |  |  |  |
| Votants  | Votants           | Votants             | 2 972 | 80,35 |  |  |  |
| Exprimés | Exprimés          | Exprimés            | 2 828 | 95,16 |  |  |  |

*sortant

### Ancien arrondissement de Montfort

#### Canton de Bécherel
- Conseillers sortants : Aristide Cutté (Radical indépendant), élu depuis 1925 et Julien Busnel (URD), élu depuis 1931.

- Louis Silard n'est pas candidat.

|          | Aristide Cutté * | Radical indépendant | 1 363 | 75,26 |  |  |  |
|          | Julien Busnel *  | URD                 | 1 269 | 70,07 |  |  |  |
|          |                  |                     |       |       |  |  |  |
| Inscrits | Inscrits         | Inscrits            | 2 236 |       |  |  |  |
| Votants  | Votants          | Votants             | 1 811 | 80,99 |  |  |  |
| Exprimés | Exprimés         | Exprimés            | 1 591 | 87,85 |  |  |  |

*sortant

#### Canton de Plélan-le-Grand
- Conseillers sortants : Marcel Sicard (URD), élu depuis 1925 qui est en prison, et Désiré Cherel (Républicain de gauche), élu depuis 1931, qui ne se représente pas.

|          | Olivier Pinson  | URD      | 2 126 | 88,33 |  |  |  |
|          | Ferdinand Gruel | URD      | 1 722 | 71,54 |  |  |  |
|          |                 |          |       |       |  |  |  |
| Inscrits | Inscrits        | Inscrits | 3 312 |       |  |  |  |
| Votants  | Votants         | Votants  | 2 407 | 72,68 |  |  |  |
| Exprimés | Exprimés        | Exprimés | 2 210 | 91,82 |  |  |  |

*sortant

### Ancien arrondissement de Vitré

#### Canton de Vitré-Ouest
- Conseiller sortant : Joseph Henry (Républicain de gauche), élu depuis 1931.

|          | Joseph Henry * | Républicain de gauche | 1 985 | 88,70 |  |  |  |
|          | Jean Coleu     | PC-SFIC               | 253   | 11,31 |  |  |  |
|          |                |                       |       |       |  |  |  |
| Inscrits | Inscrits       | Inscrits              | 2 843 |       |  |  |  |
| Votants  | Votants        | Votants               | 2 291 | 80,58 |  |  |  |
| Exprimés | Exprimés       | Exprimés              | 2 238 | 97,69 |  |  |  |

*sortant

#### Canton de Châteaubourg
- Conseiller sortant : François Rubin (Conservateur), élu depuis 1913.

|          | François Rubin * | Conservateur | 1 057 | 80,87 |  |  |  |
|          |                  |              |       |       |  |  |  |
| Inscrits | Inscrits         | Inscrits     | 1 631 |       |  |  |  |
| Votants  | Votants          | Votants      | 1 307 | 80,14 |  |  |  |
| Exprimés | Exprimés         | Exprimés     | 1 133 | 86,69 |  |  |  |

*sortant

#### Canton de Retiers
- Conseillers sortants : Marcel Bellanger (Républicain de gauche) élu depuis 1931 qui ne se représente pas et Félix Brochet (Républicain de gauche-URD), élu depuis 1913.

| Candidats | Candidats          | Étiquette                 | Premier tour | Premier tour | Ballotage | Ballotage |  |
| Candidats | Candidats          | Étiquette                 | Voix         | %            | Voix      | %         |  |
| --------- | ------------------ | ------------------------- | ------------ | ------------ | --------- | --------- |  |
|           | Félix Brochet *    | Républicain de gauche-URD | 1 545        | 52,77        |           |           |  |
|           | François Gouesnard | URD                       | 1 448        | 49,45        | 1 658     | 75,40     |  |
|           |                    |                           |              |              |           |           |  |
|           | Marcel Bellanger * | Républicain de gauche     | 1 369        | 46,76        |           |           |  |
|           | Pierre Besseiche   | Républicain de gauche     | 1 248        | 42,62        |           |           |  |
|           |                    |                           |              |              |           |           |  |
|           | Henri Déro         | PC-SFIC                   | 35           | 1,20         |           |           |  |
|           |                    |                           |              |              |           |           |  |
| Inscrits  | Inscrits           | Inscrits                  | 3 629        |              | 3 629     |           |  |
| Votants   | Votants            | Votants                   | 2 985        | 82,25        | 2 199     | 60,60     |  |
| Exprimés  | Exprimés           | Exprimés                  | 2 928        | 98,09        | 1 906     | 86,68     |  |

*sortant

### Arrondissement de Saint-Malo

#### Canton de Cancale
- Conseiller sortant : Noël Royer (Radical indépendant), élu depuis 1931.

|          | Noël Royer *     | Radical indépendant | 2 096 | 85,83 |  |  |  |
|          | Gustave Andrieux | PC-SFIC             | 346   | 14,17 |  |  |  |
|          |                  |                     |       |       |  |  |  |
| Inscrits | Inscrits         | Inscrits            | 3 903 |       |  |  |  |
| Votants  | Votants          | Votants             | 2 540 | 65,08 |  |  |  |
| Exprimés | Exprimés         | Exprimés            | 2 442 | 96,14 |  |  |  |

*sortant

#### Canton de Combourg
- Conseiller sortant : François Lecroc (Radical indépendant), élu depuis 1928.

|           | Abel Bourgeois    | Républicain de gauche | 1 128 | 42,09 | 1 497 | 54,90 |  |
|           | François Lecroc * | Radical indépendant   | 945   | 35,26 | 1 230 | 45,11 |  |
|           | Maurice Dherbeys  | SFIO                  | 310   | 11,57 |       |       |  |
|           | François Touzé    | PC-SFIC               | 279   | 10,41 |       |       |  |
|           |                   |                       |       |       |       |       |  |
| Inscrits  | Inscrits          | Inscrits              | 3 764 |       | 3 764 |       |  |
| Votants   | Votants           | Votants               | 2 769 | 73,57 | 2 788 | 74,07 |  |
| Exprimés  | Exprimés          | Exprimés              | 2 680 | 96,79 | 2 727 | 97,81 |  |
| * Sortant |                   |                       |       |       |       |       |  |

#### Canton de Pleine-Fougères
- Conseiller sortant : Louis Goblé (Radical), élu depuis 1928.

|          | Louis Goblé *   | Radical indépendant | 1 649 | 83,28 |  |  |  |
|          | Kléber Mathurin | PC-SFIC             | 285   | 14,39 |  |  |  |
|          |                 |                     |       |       |  |  |  |
| Inscrits | Inscrits        | Inscrits            | 3 084 |       |  |  |  |
| Votants  | Votants         | Votants             | 2 104 | 68,22 |  |  |  |
| Exprimés | Exprimés        | Exprimés            | 1 980 | 94,11 |  |  |  |

*sortant

#### Canton de Saint-Servan
- Conseiller sortant : Olivier Biard (URD), élu depuis 1931.

| Candidats | Candidats           | Étiquette          | Premier tour | Premier tour | Ballotage | Ballotage |  |
| Candidats | Candidats           | Étiquette          | Voix         | %            | Voix      | %         |  |
| --------- | ------------------- | ------------------ | ------------ | ------------ | --------- | --------- |  |
|           | Louis Lebret        | URD                | 1 107        | 40,15        | 1 494     | 53,95     |  |
|           | Olivier Biard *     | URD                | 913          | 33,12        |           |           |  |
|           | François Lefrançois | SFIO               | 475          | 17,23        | 477       | 17,23     |  |
|           | Jean Ybert          | PC-SFIC            | 238          | 8,63         |           |           |  |
|           | Théodore Dauvergne  | Radical-socialiste | -            | -            | 785       | 28,35     |  |
|           |                     |                    |              |              |           |           |  |
| Inscrits  | Inscrits            | Inscrits           | 3 869        |              | 3 869     |           |  |
| Votants   | Votants             | Votants            | 2 811        | 72,66        | 2 818     | 72,84     |  |
| Exprimés  | Exprimés            | Exprimés           | 2 757        | 98,08        | 2 769     | 98,26     |  |

*sortant

### Arrondissement de Fougères
- Il doit y avoir au moins neuf conseillers par arrondissement, celui de Fougères ne comptant que six cantons, trois sièges sont ajoutés aux cantons les plus peuplés.

#### Canton de Fougères-Sud
- Conseillers sortants : Joseph Le Pays du Teilleul (Conservateur), élu depuis 1919 et Joseph Morel (URD), élu depuis 1935.

- Louis Langlais (Conservateur), élu depuis 1931 est décédé le 10 mai 1935. Lors de la partielle du 23 juin, Joseph Morel (URD) est élu.

|          | Joseph Morel *                  | Conservateur          | 1 939 | 61,17 |  |  |  |
|          | René Le Pays du Teilleul (fils) | URD                   | 1 838 | 57,98 |  |  |  |
|          |                                 |                       |       |       |  |  |  |
|          | Marcel Duval                    | SFIO                  | 580   | 18,30 |  |  |  |
|          |                                 |                       |       |       |  |  |  |
|          | Joseph Colin                    | Républicain de gauche | 601   | 18,96 |  |  |  |
|          | Pierre Bouffort                 | Radical indépendant   | 509   | 16,06 |  |  |  |
|          |                                 |                       |       |       |  |  |  |
|          | Jean Fresnel                    | PC-SFIC               | 104   | 3,28  |  |  |  |
|          | François Delamarche             | PC-SFIC               | 90    | 2,84  |  |  |  |
|          |                                 |                       |       |       |  |  |  |
| Inscrits | Inscrits                        | Inscrits              | 4 103 |       |  |  |  |
| Votants  | Votants                         | Votants               | 3 249 | 79,19 |  |  |  |
| Exprimés | Exprimés                        | Exprimés              | 3 170 | 97,57 |  |  |  |

*sortant

#### Canton d'Antrain
- Conseillers sortants : Jean-Louis Berthelot (Républicain de gauche) élu depuis 1919, décédé le 30 juillet 1937.

|          | Théodore Bobon     | Républicain de gauche | 1 436 | 50,25 |  |  |  |
|          | Auguste Lefrançois | URD                   | 1 295 | 45,31 |  |  |  |
|          | Pierre Fouché      | PC-SFIC               | 46    | 1,61  |  |  |  |
|          |                    |                       |       |       |  |  |  |
| Inscrits | Inscrits           | Inscrits              | 3 393 |       |  |  |  |
| Votants  | Votants            | Votants               | 2 930 | 86,35 |  |  |  |
| Exprimés | Exprimés           | Exprimés              | 2 858 | 97,54 |  |  |  |

*sortant

#### Canton de Louvigné-du-Désert
- Conseiller sortant : Édouard Lucas (PDP), élu depuis 1919, qui ne se représente pas.

|          | François Briens | URD      | 2 020 | 90,46 |  |  |  |
|          | Aristide Mentec | PC-SFIC  | 194   | 8,69  |  |  |  |
|          |                 |          |       |       |  |  |  |
| Inscrits | Inscrits        | Inscrits | 2 902 |       |  |  |  |
| Votants  | Votants         | Votants  | 2 294 | 79,05 |  |  |  |
| Exprimés | Exprimés        | Exprimés | 2 233 | 97,34 |  |  |  |

*sortant

#### Canton de Saint-Brice-en-Coglès
- Conseiller sortant : Julien Loyzance (Radical-socialiste), élu depuis 1922, qui ne se représente pas.

|          | Jean Gaumerais  | URD                   | 1 586 | 55,11 |  |  |  |
|          | Julien Noël     | Républicain de gauche | 1 192 | 41,42 |  |  |  |
|          | Édouard Genouël | PC-SFIC               | 89    | 3,09  |  |  |  |
|          |                 |                       |       |       |  |  |  |
| Inscrits | Inscrits        | Inscrits              | 3 444 |       |  |  |  |
| Votants  | Votants         | Votants               | 2 934 | 85,19 |  |  |  |
| Exprimés | Exprimés        | Exprimés              | 2 878 | 98,09 |  |  |  |

*sortant

### Arrondissement de Redon
- Il doit y avoir au moins neuf conseillers par arrondissement, celui de Redon ne comptant que sept cantons, deux sièges sont ajoutés à chacun des cantons les plus peuplés.

#### Canton de Bain-de-Bretagne
- Conseillers sortants : Jules Jouin (Radical indépendant), élu depuis 1907 et Joseph Belmont (PDP), élu depuis 1934.

- Jean Perrin (Républicain de gauche) élu depuis 1919 est décédé en 1934. Lors de la partielle qui s'est tenue au même moment que le renouvellement triennal de 1934, Joseph Belmont (PDP) est élu.

| Candidats | Candidats        | Étiquette           | Premier tour | Premier tour | Ballotage | Ballotage |  |
| Candidats | Candidats        | Étiquette           | Voix         | %            | Voix      | %         |  |
| --------- | ---------------- | ------------------- | ------------ | ------------ | --------- | --------- |  |
|           | Joseph Belmont * | PDP-URD             | 1 789        | 53,90        |           |           |  |
|           | Joseph Trochu    | URD                 | 1 572        | 47,36        | 1 645     | 49,16     |  |
|           |                  |                     |              |              |           |           |  |
|           | Jules Jouin *    | Radical indépendant | 1 570        | 47,30        | 1 701     | 50,84     |  |
|           | Francis Perrin   | Radical-socialiste  | 1 368        | 41,22        |           |           |  |
|           |                  |                     |              |              |           |           |  |
|           | Eugène Monnier   | PC-SFIC             | 80           | 2,41         |           |           |  |
|           | Pierre Rabine    | PC-SFIC             | 67           | 2,09         |           |           |  |
|           |                  |                     |              |              |           |           |  |
| Inscrits  | Inscrits         | Inscrits            | 4 162        |              | 4 162     |           |  |
| Votants   | Votants          | Votants             | 3 375        | 81,09        | 3 378     | 81,16     |  |
| Exprimés  | Exprimés         | Exprimés            | 3 319        | 98,34        | 3 346     | 99,05     |  |

*sortant

#### Canton de Grand-Fougeray
- Conseiller sortant : Henri de Gouyon (Conservateur), élu depuis 1913.

|          | Henri de Gouyon * | Conservateur | 1 047 | 89,11 |  |  |  |
|          |                   |              |       |       |  |  |  |
| Inscrits | Inscrits          | Inscrits     | 1 718 |       |  |  |  |
| Votants  | Votants           | Votants      | 1 175 | 68,39 |  |  |  |
| Exprimés | Exprimés          | Exprimés     | 1 049 | 89,28 |  |  |  |

*sortant

#### Canton de Pipriac
- Conseiller sortant : Auguste Thomas (URD), élu depuis 1931, qui est décédé le 3 avril 1937.

|          | Henri de Chantérac | Conservateur | 2 588 | 91,22 |  |  |  |
|          | Arsène Morin       | PC-SFIC      | 245   | 8,64  |  |  |  |
|          |                    |              |       |       |  |  |  |
| Inscrits | Inscrits           | Inscrits     | 3 930 |       |  |  |  |
| Votants  | Votants            | Votants      | 2 970 | 75,57 |  |  |  |
| Exprimés | Exprimés           | Exprimés     | 2 837 | 95,52 |  |  |  |

*sortant

#### Canton du Sel-de-Bretagne
- Conseiller sortant : Aristide Massé (Radical-socialiste), élu depuis 1935.

- Pierre Pilard (Républicain de gauche), élu depuis 1919, est décédé le 18 mai 1935. Lors de la partielle du 30 juin, Aristide Massé (Radical-socialiste) est élu.

|          | Aristide Massé *      | Radical-socialiste | 679   | 54,15 |  |  |  |
|          | Jean-Baptiste Bitauld | URD                | 573   | 45,69 |  |  |  |
|          |                       |                    |       |       |  |  |  |
| Inscrits | Inscrits              | Inscrits           | 1 457 |       |  |  |  |
| Votants  | Votants               | Votants            | 1 274 | 87,44 |  |  |  |
| Exprimés | Exprimés              | Exprimés           | 1 254 | 98,43 |  |  |  |

*sortant